# 가모 우지사토

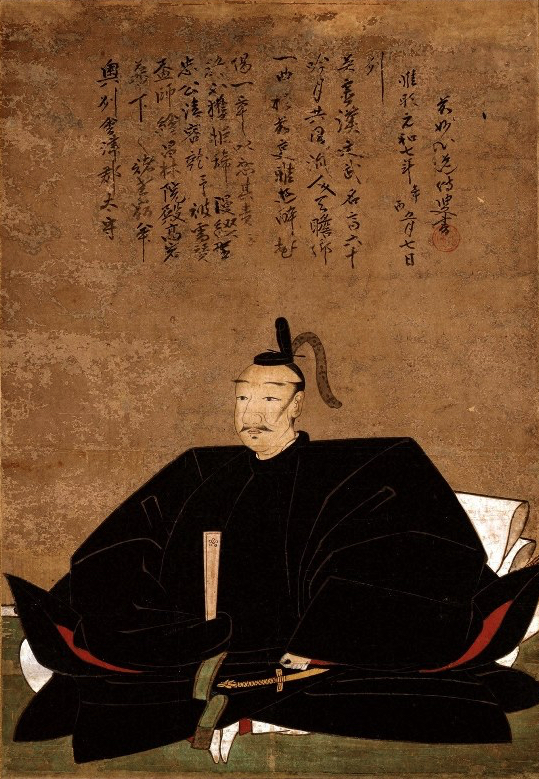
가모 우지사토

가모 우지사토(일본어: 蒲生氏郷, 고지 2년(1556년) ~ 분로쿠 4년 음력 2월 7일(1595년 3월 17일))는 센고쿠 시대, 아즈치모모야마 시대의 무장이다. 오미 히노성 성주 가모 가타히데의 적자로 태어났다. 어릴 적 이름은 쓰루치요(鶴千代)이며, 초명은 야스히데(賦秀) 또는 노리히데(教秀)이다. 또한 기리시탄 다이묘로서, 세례명은 레온(レオン) 혹은 레오(レオ)이다.

## 출신
가모씨는 후지와라 히데사토의 계통에 속하는 가마쿠라 시대부터의 명문이었다고 한다.

## 생애

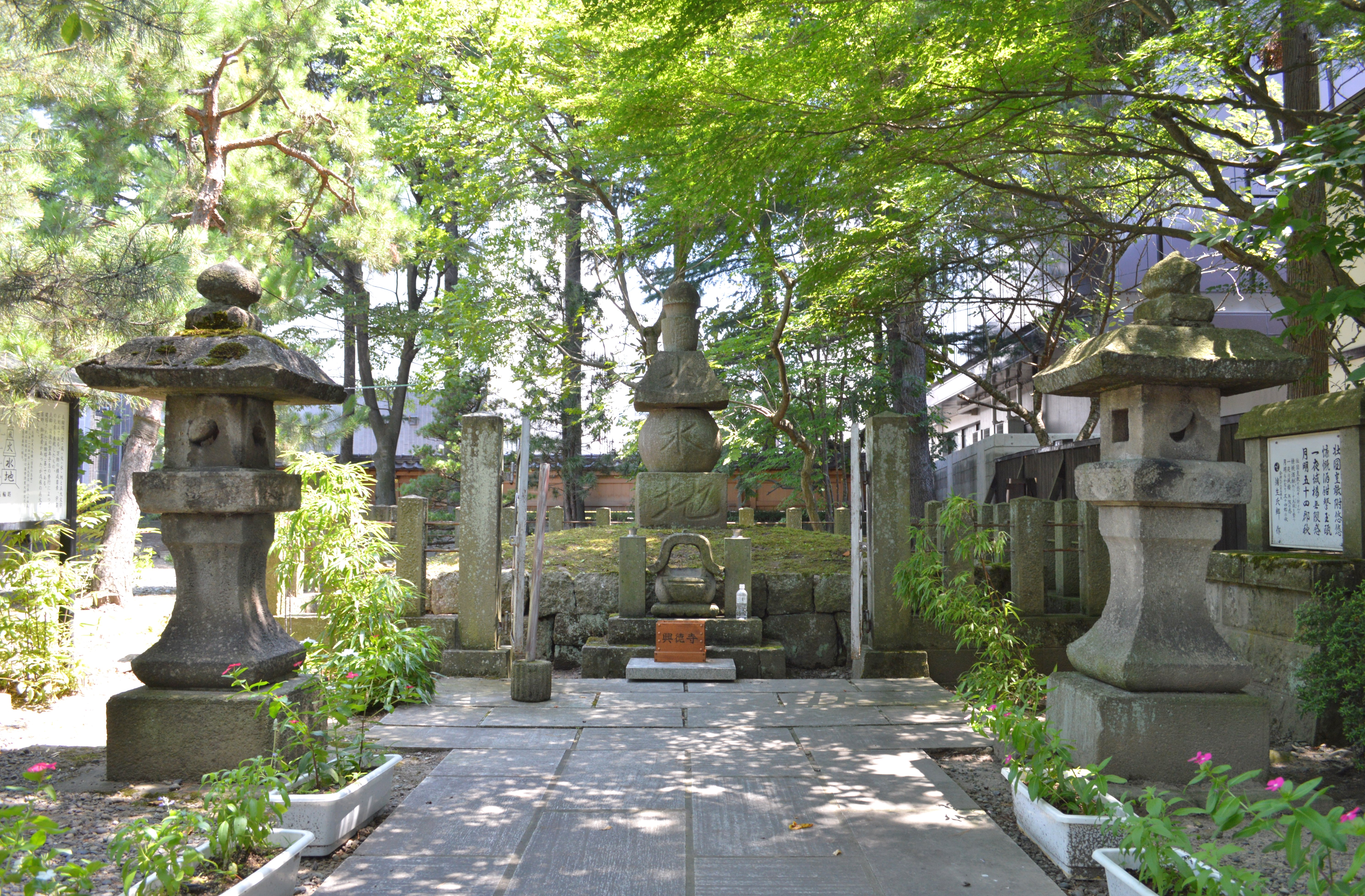
고토쿠지 경내 묘소

가모 가문은 오슈 후지와라씨의 히데사토의 후예로, 가마쿠라 시대부터 내려오는 명문가이다. 1568년에 가모 가문의 주군 가문이었던 롯카쿠 가문이 오다 노부나가에 의해 멸망했을 때, 아버지 가타히데는 오다 가문의 신하가 되었다. 이때 가타히데는 노부나가의 본거지였던 기후성에 쓰루치요를 인질로 보냈다. 노부나가는 쓰루치요의 뛰어난 재능을 간파하고 딸 후유히메를 시집보내 사위로 삼았다. 쓰루치요는 관례를 올리고 이름을 주타로(忠太郞) 야스히데라고 지었다. 주타로라는 이름은 노부나가의 관직 이름이었던 단조추(弾正忠)로부터 한 글자를 딴 것이라는 설이 있다. 야스히데는 오다 가문의 친척으로서 두터운 대우를 받았다.
야스히데는 무용(武勇)에 뛰어나 12세 때이던 1568년 기타바타케 도모노리와 싸울 때 처음 출진한 후, 1569년 이세 오카와치성 공격이나 1570년 아네가와 전투, 1573년 아사쿠라씨 공격과 오다니성 공격, 1574년의 이세 나가시마 공격, 1575년 나가시노-시타라가하라 전투 등 각지의 전투에 쉴새없이 출진하여 수많은 공을 세웠다. 1582년 노부나가가 혼노지의 변에서 비명횡사하자, 야스히데는 아즈치 성에 있던 노부나가의 가족을 보호하고, 아버지와 함께 본거지 히노 성에서 아케치 미쓰히데와의 싸움을 준비했다. 미쓰히데는 나가하마, 사와야마, 아즈치 등 오미 지역의 여러 성을 공격한 후에 히노 성을 포위할 계획이었으나, 그 직전에 주고쿠 지방에서 급히 회군한 하시바 히데요시(羽柴秀吉; 후에 도요토미 히데요시(豐臣秀吉))에게 야마자키 전투(山崎の戦い)에서 패배하여 죽었다.
야스히데는 이후 도요토미 히데요시를 섬기게 되었다. 히데요시는 야스히데에게 이세의 마쓰자카에 12만 석의 영지를 주었다. 이무렵 아스히데는 우지사토로 개명하는데, 이것은 자신의 이름에 주군인 히데요시(秀吉)와 같은 글자를 사용하는 것은 불손하다고 생각했기 때문이었다. 한편 히데요시는 1587년 7월 우지사토에게 자신의 옛 성이던 하시바라는 성을 하사하기도 했다. 히데요시는 기요스 회의 이후로 노부나가의 다른 신하들보다 우위에 섰고, 노부나가의 뒤를 이어 일본 전국을 통일하기 위해 움직였다. 우지사토는 그런 히데요시를 따라 1584년의 고마키·나가쿠테 전투, 1585년의 기이 정벌, 1587년의 규슈 정벌이나 1590년의 오다와라 정벌 등에 종군하여 활약했고, 그 공을 인정받아 1590년 히데요시가 오우 지방(도호쿠)을 평정하자 우지사토에게 이세의 영지 대신 오우의 아이즈에 42만 석의 거대한 영지를 주었다. 이후 토지 정리와 추가로 받은 영지를 합쳐 우지사토의 영지는 92만 석에 이르게 된다.
아이즈로 온 이후 본거지의 이름을 구로카와에서 와카마쓰로 바꾸었고 성을 개축했다(와카마쓰라는 이름은 자신의 옛 영토이던 마쓰자카에서 따온 것이라고 한다). 7층짜리 천수각이 세워진 이 성에 우지사토는 자신의 어릴 적 이름을 따 쓰루가성이라는 이름을 붙였다. 또 우지사토는 성을 쌓는 것뿐만 아니라 옛 영지(히노와 마쓰자카)의 상인들을 불러오고, 정기 시장을 개설하였으며, 라쿠이치(독점적인 상인조합에 의한 폐단을 막기 위해 영주가 시장을 관리하는 것)를 시행하였으며, 수공업을 장려하는 등, 마을을 발전시키기 위한 노력도 게을리 하지 않았다. 에도 시대 유력한 번 중 하나였던 아이즈번의 기초도 이때 닦아진 것이다.
우지사토는 아이즈의 옛 영주였던 다테 마사무네와 마찰을 빚기도 했다. 우지사토는 1591년 오자키·가사이 잇키가 일어나자 이를 진압했는데, 이때 마사무네가 반란을 선동했다는 사실을 히데요시에게 고발하였고 구노헤 마사자네가 반란을 일으키자 이를 제압했다. 이듬해인 1592년 임진왜란이 일어났을 때, 우지사토는 규슈의 나고야성에 있던 본진까지 갔지만, 진중에서 건강이 악화되어 1595년 음력 2월 7일(3월 17일) 교토의 후시미성에서 향년 40세로 사망했다.
우지사토의 무덤은 교토 다이토쿠지(大徳寺) 오바이인(黄梅院)에 있다. 최근 그의 무덤을 발굴한 결과, 칼을 안고 있는 모습으로 묻혀 있는 것이 발견되었다. 또 그의 영지이던 후쿠시마현 아이즈번 와카마쓰에 있는 고토쿠인(興徳院)에 그의 머리카락을 묻은 무덤이 있다.

## 인물
부하들을 소중히 여긴 사람으로 유명하다. 또 다도(茶道, 차를 마시는 예절)에도 조예가 깊었다. 센노 리큐의 '일곱 명의 훌륭한 제자' 중 한 사람으로 꼽혔으며, 또 그중에서도 필두로 여겨졌다. 센노 리큐가 도요토미 히데요시에게 죽었을 때 그 아들 센노 쇼안은 우지사토의 힘으로 목숨을 건졌다. 한편 와카에도 능해, 임진왜란에 참전하기 위해 오미의 무사에서 고향 히노를 그리워하며 읊은 '생각해보면 사람의 운명이란 정처없는 것 내 고향을 이토록 멀리서 보게 될 줄이야'라는 노래가 유명하다.
부하들이 공을 세우면 가모라는 성을 하사하는 상을 남발했기 때문에, 부하들 중에 가모 성을 가진 사람들이 넘쳐났다. 마에다 도시이에(前田利家)도 이 기묘한 버릇을 나무란 적이 있다. 또, 당시 열렬한 기독교도였던 다카야마 우콘과 친했기 때문에 기독교도가 되어, 레온이라는 세례명을 받았다. 로마에도 때때로 사신을 보내, 당시의 로마 교황으로부터 감사편지를 받은 적도 있다. 이 외에도 대만에 군사를 보냈다고 하는 일화도 있다.
마쓰자카의 영주로 있을 무렵, 히노에서 많은 상인과 기술자들을 불러와 마쓰자카의 마을을 번영시키고자 했지만, 아이즈로 영지가 옮겨짐으로써 사업을 완성시키지 못하고, 뒤를 이어 마쓰자카의 영주가 된 핫토리 가즈타다, 후루타 시게카쓰 등에 의해 이어졌다. 아이즈에서도 히노와 마쓰자카로부터 많은 상인과 기술자들을 불러들여, 아이즈 도자기 등의 발전에 힘을 쏟았다. 또 미쓰이 가문도, 우지사토의 요청으로 히노에서 마쓰자카로 옮겨간 상인 가문 중 하나다(그러나 우지사토가 아이즈로 옮겨갔을 때는 그대로 마쓰자카에 남았다).
『상산기담』에는 우지사토가 오우에 92만석을 받았을 때 '설령 큰 영지를 갖고 있다고 해도 오우같은 시골에서는 원하는 바를 달성할 수 없다. 영지는 작더라도 쿄토에 가까이 있으면 천하를 노릴 수도 있을 터인데'라고 크게 한탄했다는 이야기가 나온다.
우지사토가 불과 40세의 나이로 급사한 것에 대해서, 히데요시나 도요토미 정권의 핵심인물이던 이시다 미쓰나리(石田三成)가 그의 재능을 두려워하여 독살했다는 설이 있지만, 사실인지는 알 수 없다. 우지사토를 진찰했던 의사 마나세 겐사쿠는 자신의 진료기록인 <의학텐쇼기>에 우지사토가 임진왜란에 참전하기 위해 가던 도중에 이미 나고야 성에서 발병했고, 황달이 발생하였으며 눈 밑에도 부종이 생기는 등의 증상이 있었다고 기록했다. 겐사쿠의 진단내용으로 보아 우지사토는 간암, 직장암 또는 췌장암에 걸렸던 것으로 추측된다. 가모 가문은 이에야스의 딸과 결혼하는 조건으로 적자인 히데유키(秀行)가 계승했다.

## 사세구
- 마지막으로 남긴 시
  - 불지 않아도 언젠가는 질 꽃을 왜 성급히 불어 떨어트리나 봄의 산바람이여